# Strzelce (Grande-Pologne)
Pour les articles homonymes, voir Strzelce.
Strzelce (prononciation : [ˈstʂɛlt͡sɛ]) est un village polonais de la gmina de Chodzież dans le powiat de Chodzież de la voïvodie de Grande-Pologne dans le centre-ouest de la Pologne.
Il se situe à environ 6 kilomètres au nord-est de Chodzież (siège de la gmina et du powiat) et à 69 kilomètres au nord de Poznań (capitale de la Grande-Pologne).

## Histoire
De 1975 à 1998, le village faisait partie du territoire de la voïvodie de Piła.

Depuis 1999, Strzelce est situé dans la voïvodie de Grande-Pologne.
Le village possède une population de 791 habitants en 2006.